# Josip Barišić
Pour les articles homonymes, voir Barišić.
Josip Barišić est un footballeur croate né le 7 mars 1981. Il évolue au poste de défenseur central.